# 2008 en Polynésie française
Cet article présente les faits marquants de l'année 2008 en Polynésie française.

## Évènements
- Lundi 21 janvier 2008 : élections territoriales.
- Lundi 23 février 2008 : Gaston Flosse est élu président autonomiste de la Polynésie française après s'être allié à son ancien adversaire Oscar Temaru.
- Jeudi 16 avril 2008 : une motion de défiance contre le gouvernement de coalition de Gaston Flosse et de l'indépendantiste Oscar Temaru, est votée par 29 voix sur 56. Il s'agit de la cinquième motion de censure votée en quatre ans. Le maire autonomiste de Bora Bora, Gaston Tong Sang qui avait obtenu 45 % des voix aux élections anticipées de février 2008, est chargé de diriger le nouveau gouvernement.

- Jeudi 11 décembre 2008 : le président de la Polynésie française Gaston Tong Sang s'est déclaré « prêt à tout » pour sauver son pays. Depuis la démission du groupe majoritaire d'une de ses élues, qui a choisi de siéger chez les non-inscrits, il ne bénéficie plus de la majorité et ne peut donc pas le budget 2009 de la collectivité qui doit être adopté avant la fin de l'année.

- Dimanche 14 décembre 2008 : décès de Tenae Temanihi (80 ans), dit "Papa Tepa" ou "le double miraculé de la mer", pour avoir survécu à cinq mois de dérive en mer en 1964 puis au crash d'un avion aux îles Marquises[1].

- Vendredi 26 décembre 2008 : l'instabilité politique chronique — majorité et opposition sont à égalité de voix (28) depuis le départ de Sandra Lévy Agami de la majorité — empêche l'adoption du budget 2009, malgré la date limite proche du 31 décembre. La suppression progressive de l'indemnité temporaire de retraite (ITR) touchera de nombreux fonctionnaires d'État à partir du 1er janvier 2009 et la refonte de la carte militaire, avec le départ annoncé du Rimap-P d'ici à 2010, est un autre sujet d'inquiétude. L'attitude jugée trop conciliante du président de la Polynésie à l'égard du secrétaire d'État à l'outre-mer, Yves Jégo, agace l'opposition mais aussi certains de ses proches qui, en aparté, remettent en question son autorité[2].

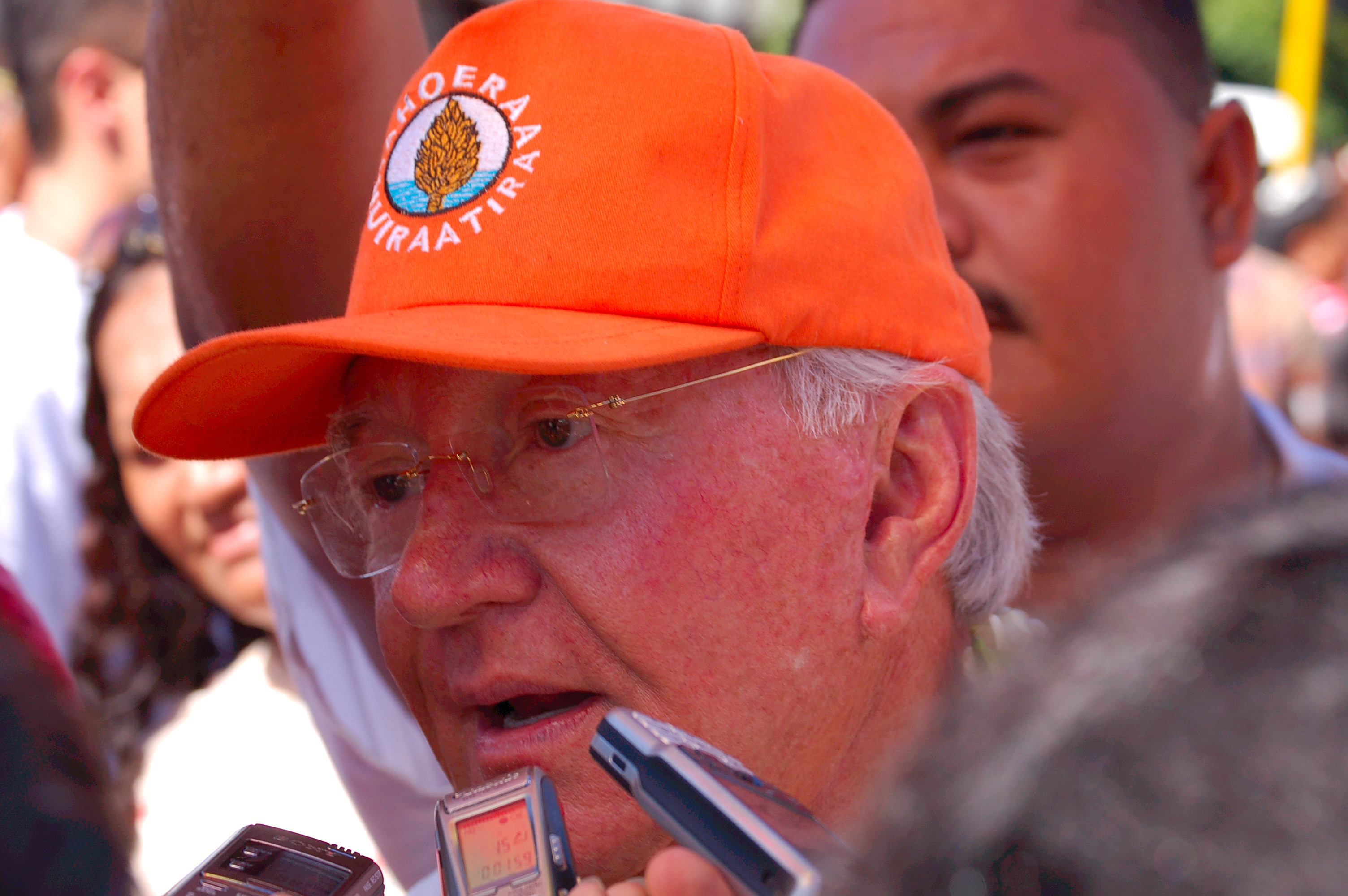
Gaston Flosse (juin 2006)

- Lundi 29 décembre 2008 : révélation par les avocats de la famille de Jean-Pascal Couraud, d'une lettre relatant les conditions de la disparition en 1997 de Jean-Pascal Couraud, un journaliste d'investigation et opposant à Gaston Flosse, alors président de Polynésie, disparu dans la nuit du 15 au 16 décembre 1997. Ce journaliste enquêtait sur les affaires politico-financières polynésiennes et notamment sur des transferts de fonds sur un compte qu'aurait détenu le président Jacques Chirac au Japon. Le document a été retrouvé au domicile du sénateur Gaston Flosse, ancien UMP et proche de l'ancien président de la République française[3].

- Mardi 30 décembre 2008 : le sénateur Gaston Flosse qualifie  « dénonciation calomnieuse » les informations révélées hier par deux avocats, selon lesquelles une lettre décrivant les conditions de la disparition de du journaliste Jean-Pascal Couraud, aurait été saisie en septembre dernier à son domicile tahitien, il affirme s'être « contenté de recevoir une lettre anonyme, relatant de prétendues révélations sur cette affaire ».